# Philip Fischer
Philip August Fischer (1. april 1817 i Rudkøbing – 12. august 1907 i København) var en dansk maler, malermester og fernisfabrikant.
Philip Fischer var fra en jødisk købmandsfamilie og forsøgte at bryde med familietraditionen ved at springe fra håndværksmaler til kunstmaler. Da det ikke lykkedes ham at fuldføre kunstneruddannelsen, etablerede han sig derfor i stedet som forretningsmand inden for malerfaget. Hans to sønner August og Paul prøvede i stedet at realisere drømmen, og det lykkedes især for Paul.
Han er begravet på Frederiksberg Ældre Kirkegård.